# 18983 Allentran
18983 Allentran è un asteroide della fascia principale. Scoperto nel 2000, presenta un'orbita caratterizzata da un semiasse maggiore pari a 2,4125271 UA e da un'eccentricità di 0,1803013, inclinata di 2,73607° rispetto all'eclittica.